# 左家乡
左家乡，是中华人民共和国甘肃省陇南市两当县下辖的一个乡镇级行政单位。

## 行政区划
左家乡下辖以下地区：
蚂蚱河村、左家村、大庄村、徐阳河村和权家坪村。